# Миллионер поневоле
«Миллионер поневоле» (англ. Mr. Deeds) — американская кинокомедия 2002 года. Ремейк фильма режиссёра Фрэнка Капра «Мистер Дидс переезжает в город» (1936).

## Сюжет
У Лонгфелло Дидза два неоспоримых таланта — он готовит самую вкусную в городе пиццу и сочиняет самые уморительные поздравительные открытки. Но однажды его спокойной жизни приходит конец — его дядя Престон Блейк оставляет ему в наследство 40 миллиардов долларов, медиаимперию, футбольную и баскетбольную команды и личный вертолёт. Эта история тут же вызывает зависть знакомых и привлекает внимание прессы, в том числе и журналистки Бейб Беннет, которая решает окрутить счастливчика. Но с помощью своего верного помощника Эмилио Дидз решает все проблемы и понимает, что деньги меняют многое, но не многих.

## В ролях
| Актёр           | Роль                                                       |
| --------------- | ---------------------------------------------------------- |
| Адам Сэндлер    | Лонгфелло Дидз                                             |
| Вайнона Райдер  | Бейб Беннетт журналистка тв-шоу «Inside Access»            |
| Джон Туртурро   | Эмилио Лопез дворецкий Престона Блейка                     |
| Аллен Коверт    | Марти репортёр                                             |
| Питер Галлахер  | Чак Сидар исполнительный директор «Блейк Медиа»            |
| Джаред Харрис   | Мак Макграт глава «Inside Access»                          |
| Роб Шнайдер     | Назо доставщик еды                                         |
| Эрик Авари      | Сесиль Андерсон юрисконсульт «Блейк Медиа»                 |
| Питер Данте     | Марф друг Дидса, пьяница                                   |
| Кончата Феррелл | Джан близкая подруга Дидса                                 |
| Харви Преснелл  | Престон Блейк дядя Дидса, миллиардер                       |
| Стив Бушеми     | безумный бродяга                                           |
| Блейк Кларк     | Бадди Уорд                                                 |
| Джон Макинрой   | в роли самого себя                                         |
| Джей Би Смув    | Рубен                                                      |
| Рорк Критчлоу   | Уильям                                                     |
| Радиомэн        | в роли самого себя (бездомный живущий в центральном парке) |

Фильм номинировался на «Кинонаграду MTV» в номинации «Лучшая роль в комедии». Фильм номинировался на «Золотую малину» в номинациях «Худший актёр», «Худшая актриса» и «Худший ремейк или сиквел». Кассовые сборы в США составили 126 293 452 $, а общие сборы в других странах составили 44 976 083 $. В эпизодической роли в фильме снялся теннисист Джон Макинрой.